# Фантоцці йде на пенсію
«Фантоцці йде на пенсію» (італ. Fantozzi va in pensione) — кінофільм.

## Сюжет
Фантоцці, пропрацювавши бухгалтером майже 30 років, нарешті йде на пенсію. Але дарма він думав, що його турботи на цьому закінчаться, проблеми тільки починаються. Не витримавши бездіяльності, він хоче повернутися на роботу, але його звідти виганяють. Хоче завести песика, але одержує величезного пса. Весь фільм Фантоцці пробує знайти собі заняття.

## У ролях
- Паоло Вілладжо — Уго Фантоцці
- Мілена Вукотіч — Піна, дружина Фантоцці
- Анна Маццамауро — синьорина Сільвані
- Жижи Редер — Філліні
- Плініо Фернандо — Маріанджелла, донька Фантоцці/внучка Фантоцці
- Пол Мюллер — Франческо Маріа Барамбані, Мегадиректор

## Цікаві факти
- Доньку Фантоцці Маріанджеллу на справді грав коротун зі штучним носом.
- Згодом було знято чотири фільми-продовження про Уго Фантоцці.
- В цьому фільмі Піну зіграла Мілена Вукотич.
- В цьому фільмі Мегадиректора замість Паоло Паоліні зіграв інший актор.